# Lee Tockar
Lee Tockar (11 de febrero de 1969) es un actor de voz canadiense.

## Participaciones con voz

### Series de televisión
- ¡Mucha Lucha! - Viejo Jones, El Loco Mosquito.
- Beast Wars - Ravage.
- The League of Super Evil - Dr. Froog
- Death Note - Gukku, Voces adicionales.
- Dokkoider - Hana Hajime, Hana Momoncho, Orange Tentacle Twin.
- Dragon Ball - Gurú.
- Dragon Drive - Rockaku.
- Earth Girl Arjuna - Seed Med-Tech.
- Extreme Dinosaurs - Haxx.
- George de la selva - George, Voces adicionales.
- Gundam Seed - Haruma Yamato.
- Gundam Seed Destiny - Ian Lee, Malik Yardbirds, Herbert Von Reinhardt.
- Human Crossing - Editor regional.
- InuYasha - Izumo, Gyuō.
- Johnny Test - Roro-Pi-Roro/Eugenio, general, Voces adicionales.
- La maravillosa galaxia de Oz - Toto.
- Las aventuras de Sonic el Erizo - Voces adicionales.
- La conspiración Roswell - Dorn.
- Master Keaton - John, Cura.
- Maga Man - Vile.
- MegaMan NT Warrior - Higsby, WoodMan.
- Pucca - Abyo, Tobe, Dada, Oficial Bruce.
- Pulentos - Ramon (1ª temporada)
- RoboCop: Alpha Commando - The ERG.
- Slugterra - Pronto, Lode
- Street Sharks - Ripster, John Bolton.
- Storm Hawks - Wren.
- The Cramp Twins - Sucio Joe Muldoon.
- The SoulTaker - Umon.
- The Wacky World of Tex Avery - Ghengis.
- X-Men: Evolution - Lucid.
- Yakkity Yak- Yakkity Yak.

### Películas
- Bajoterra: maldad del más allá - Pronto
- Bajoterra: retorno de los elementales - Pronto
- Barbie: Mermaidia - Bibble, Fungus, Trolles felices.
- Bionicle: Mask of Light - Makuta, Pewku.
- Bionicle 2: Legends of Metru Nui - Makuta, Kongu.
- Jin-Roh.
- Equestria girls - Snips
- La sirenita - Voces adicionales.
- Melty Lancer.
- My Little Pony: Equestria Girls - Rainbow Rocks - Snips
- Rudolph the Red-Nosed Reindeer and the Island of Misfit Toys - Charlie-in-the-Box, wind-up mouse, gingerbread guard
- Norman of the north 2: keys of the kingdom - Fong, la liebre

### Videojuegos
- Crash: Mind over Mutant - Voces adicionales.
- Def Jam Vendetta - Voces adicionales.
- Hulk - Hulk humano, Flux.
- Warhammer 40,000: Dawn of War: Dark Crusade - Comandante Tau, Shas'o Kais.
- Impossible Creatures - Rex Chance, Dr. Eric Chanikov, Whitey Hooten, Dr. Otis Ganglion.